# Lamont (Califòrnia)
Lamont és una concentració de població designada pel cens dels Estats Units a l'estat de Califòrnia. Segons el cens del 2000 tenia 13.296 habitants.

## Demografia
Segons el cens del 2000, Lamont tenia 13.296 habitants, 3.114 habitatges, i 2.690 famílies. La densitat de població era de 1.116 habitants/km².
Dels 3.114 habitatges en un 58,9% hi vivien nens de menys de 18 anys, en un 58,8% hi vivien parelles casades, en un 18,7% dones solteres, i en un 13,6% no eren unitats familiars. En el 9,8% dels habitatges hi vivien persones soles el 4,5% de les quals corresponia a persones de 65 anys o més que vivien soles. El nombre mitjà de persones vivint en cada habitatge era de 4,27 i el nombre mitjà de persones que vivien en cada família era de 4,41.
Per edats la població es repartia de la següent manera: un 38,6% tenia menys de 18 anys, un 12,9% entre 18 i 24, un 29,2% entre 25 i 44, un 13,8% de 45 a 60 i un 5,5% 65 anys o més.
L'edat mediana era de 24 anys. Per cada 100 dones de 18 o més anys hi havia 111,1 homes.
La renda mediana per habitatge era de 25.578 $ i la renda mediana per família de 25.518 $. Els homes tenien una renda mediana de 17.367 $ mentre que les dones 14.527 $. La renda per capita de la població era de 7.915 $. Entorn del 29,7% de les famílies i el 31,7% de la població estaven per davall del llindar de pobresa.

## Poblacions més properes
El següent diagrama mostra les poblacions més properes.